# Bihorel
Bihorel är en kommun i departementet Seine-Maritime i regionen Normandie i norra Frankrike. Kommunen ligger i kantonen Bois-Guillaume som tillhör arrondissementet Rouen. År 2017 hade Bihorel 8 398 invånare.
Åren 2012–2014 var Bihorel sammanslagen med Bois-Guillaume och bildade kommunen Bois-Guillaume-Bihorel.

## Befolkningsutveckling
Antalet invånare i kommunen Bihorel
| Referens: INSEE |